# Maltase
La maltase, ou α(1-4)-D-glucosidase, est une glycoside hydrolase (ou disaccharidase) qui catalyse l'hydrolyse du maltose et des dextrines en glucose.